# Ieva Kubliņa
Ieva Kubliņa, née le 8 juillet 1982 à Riga (Lettonie), est une joueuse de basket-ball lettonne de 1,93 m évoluant au poste d'intérieure. Elle est une intérieure très mobile et qui sait s'écarter du panier pour valoriser son adresse à trois points.

## Biographie
Formée en NCAA à Virginia Tech, elle est nommée joueuse ayant le plus progressé de la Conference Big East en 2002 et sélectionnée All-Big East First Team en 2003. Elle établit un nouveau record de contres de son université (256). Elle est en 2004 la première joueuse lettonne draftée en WNBA (31e choix par le Fever de l'Indiana). 
En 2005-2006, elle joue l'Euroligue avec Lietuvos Telekomas Vilnius (5,2 points et 3,2 rebonds en 19 minutes). En mars 2006, elle signe pour la fin de saison avec Montpellier et poursuit l'année suivante son séjour en France à Mondeville.
Ailière forte d'1,93m, elle joue dans plusieurs pays européens pour y disputer tantôt l'Euroligue, tantôt l'Eurocoupe. En 2008-2009, elle dispute la phase de poules pour le TTT Riga (9 matches à 9,1 points et 8,7 rebonds) puis deux rencontres avec l'USK Prague (8 points et 1,0 rebond), club où passe la saison suivante entière pour 8,3 points et 5,7 rebonds en championnat et 7,4 points et 3,9 rebonds en Euroligue,.
Pour pallier la blessure d'Emmeline Ndongue pendant l'Euro 2011, Bourges la signe mi-juillet. Avec le club hongrois de Györ, elle tournait à 13,4 points et 6,2 rebonds en championnat et 12,7 points et 6,4 rebonds en Eurocoupe,. Après neuf rencontres d'Euroligue (11,1 points, 6,6 rebonds et 2,2 passes décisives) quitte le club mi-janvier 2013 en raison de retards de salaires pour signer avec le club turc de Fenerbahçe SK .
Avec Fenerbahçe SK, elle atteint la finale de l'Euroligue perdue 82 à 56 contre UMMC Iekaterinbourg, dans une rencontre où elle ne marque 2 points et prend 3 rebonds.

## Palmarès
- Finaliste de l'Euroligue[12]
- Championne de Turquie 2013[13]

### Distinctions personnelles
- All-Big East Second Team (2004)
- All-Big East First Team (2003)
- All-Big East Tournament Team (2003)
- Big East Conference Most Improved Player (2002)
- Most Valuable Player of the Lady Luck Classic (2003)

### Sélection nationale
Membre de l'équipe nationale depuis 2005, elle participe aux Jeux Olympiques de 2008. En cinq rencontres, elle inscrit 47 points, dont 18 lors du revers concédé à la Corée du Sud.
Elle dispute l'Euro 2011 avec la Lettonie y obtenant 8,3 points (19/42 à 2 points et 10/26 à 3 points) et 5,2 rebonds. Dans le match opposant les Lettonnes aux Françaises, Ndongue inscrit 6 points et 9 rebonds en 32 minutes contre 3 points et 3 rebonds en 32 minutes pour Ieva Kublina, pour une victoire balte 59 à 56 après prolongation.